# Bonvillet
Bonvillet ist eine französische Gemeinde mit 275 Einwohnern (Stand: 1. Januar 2022) im Département Vosges der Region Grand Est. Sie gehört zum Arrondissement Neufchâteau und zum Kanton Darney. Die Bewohner werden Bonvillageois und Bonvillageoises genannt.

## Geografie

### Lage
Die Gemeinde liegt an der oberen Saône, rund 14 Kilometer südöstlich von Vittel und rund 33 Kilometer westsüdwestlich von Épinal. 
Umgeben wird Bonvillet von den vier Nachbargemeinden:

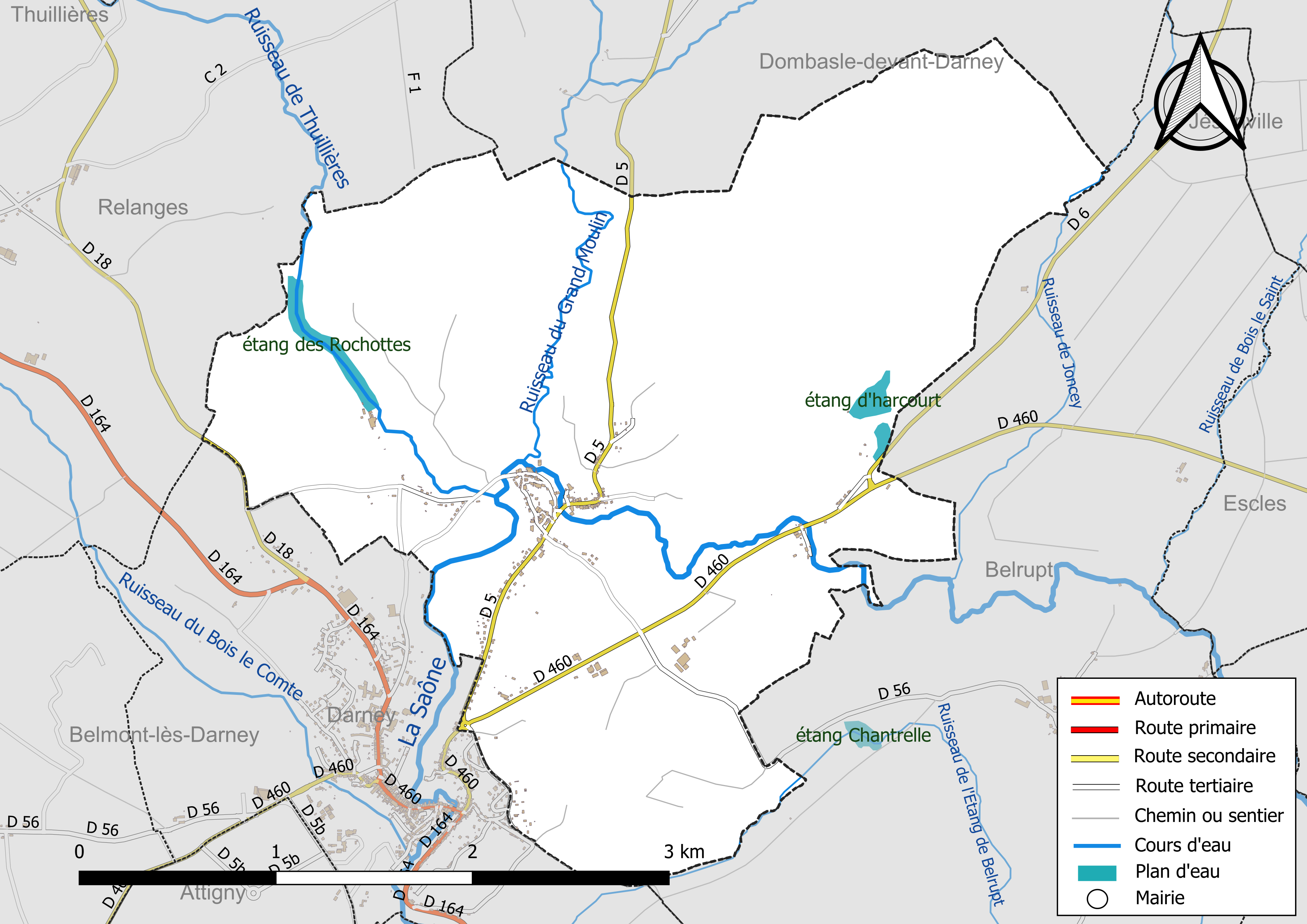
Gewässer und Straßen der Gemeinde

|          | Dombasle-devant-Darney                      |         |
| Relanges | Kompassrose, die auf Nachbargemeinden zeigt | Belrupt |
|          | Darney                                      |         |

### Hydrografie
Weitere Fließgewässer im Gemeindegebiet sind der Ruisseau de joncey, der Ruisseau du grand moulin, der Ruisseau de thuillière, der Ruisseau de l’étang de belrupt und als Stillgewässer die aufgestauten Weiher Les rochottes und Harcourt.

## Bevölkerungsentwicklung

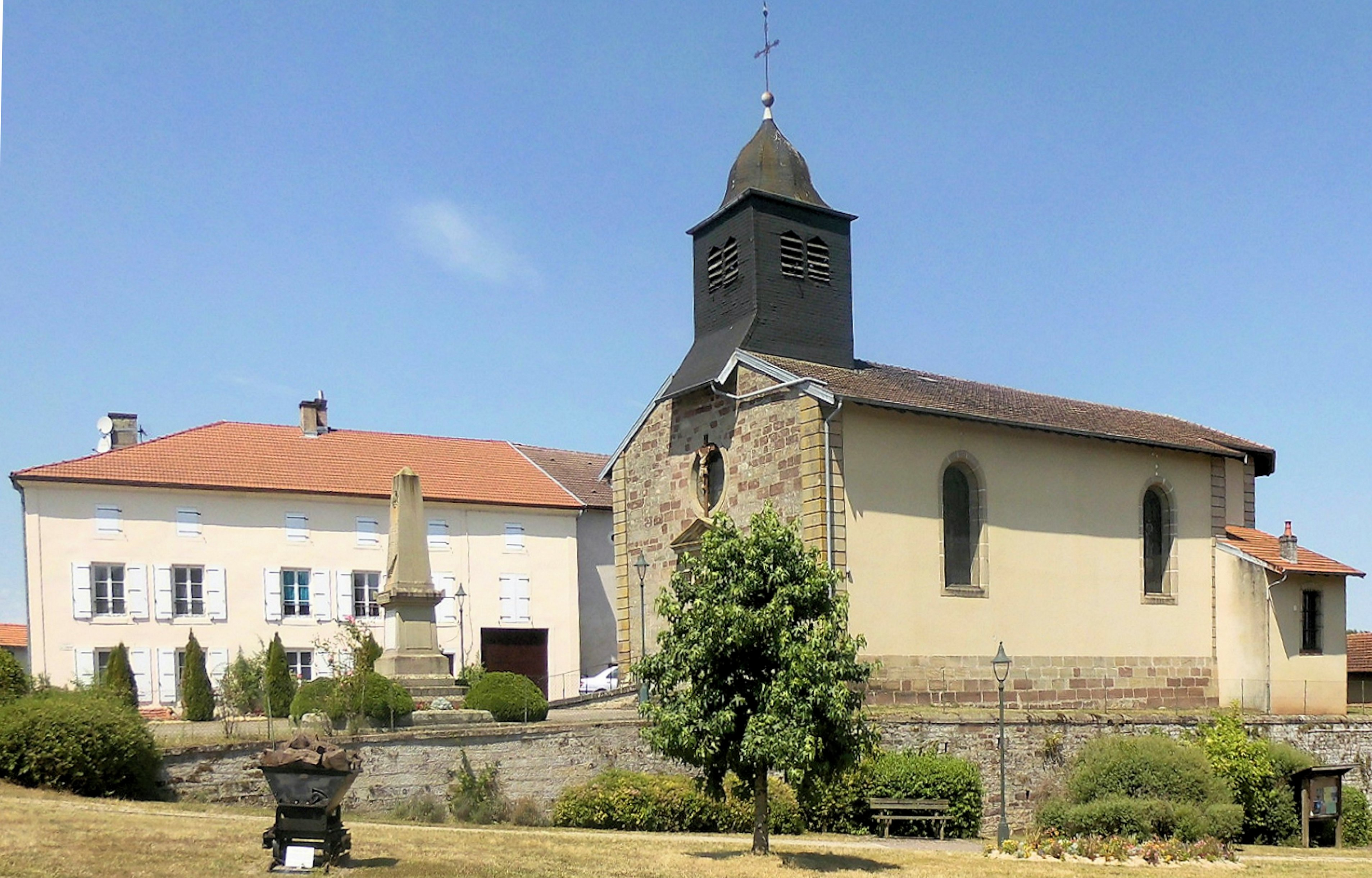
Kirche Saint-Epvre

| Jahr      | 1793 | 1896 | 1954 | 1982 | 1990 | 1999 | 2006 | 2019 |
| Einwohner | 388  | 411  | 295  | 377  | 430  | 372  | 343  | 288  |

## Sehenswürdigkeiten
- Kirche Saint-Epvre, 1764 errichtet